# Messier 72
Messier 72 (còn gọi là M72 hay NGC 6981) là cụm sao cầu trong chòm sao Bảo Bình do Pierre Méchain phát hiện ngày 29 tháng 8 năm 1780. Charles Messier sau đấy đã quan sát nó vào ngày 4 và 5 tháng 10 cùng năm, và ông liệt kê nó vào danh lục của ông. Hai ông lại coi nó là một tinh vân mờ hơn là một cụm.
Sử dụng kính thiên văn 10 inch (250 mm) sẽ quan sát rất khó bởi vì chúng ta chỉ nhìn thấy ảnh nhòe mờ. Tuy nhiên nếu sử dụng kính Kopernicks 20 inch (510 mm) sẽ thu được độ phân giải cao hơn.
M72 nằm cách Trái Đất 54,57 ± 1,17 kly (16,73 ± 0,36 kpc) và nằm ở phía bên kia tâm thiên hà. Một số nguồn khác cho rằng  cụm sao nằm cách xa tới 62.000 năm ánh sáng, với đường kính 42 năm ánh sáng. Nói chung, M72 là một cụm sao trẻ, chứa một vài sao khổng lồ xanh, không như các cụm sao khác, chúng thường chứa các cụm sao già.